# Ligne d'Helsinki à Kerava
La ligne d'Helsinki à Kerava (finnois : Helsinki-Kerava-rata), dite aussi ligne urbaine de Kerava (finnois : Keravan kaupunkirata), est une ligne de chemin de fer, à quatre voies, du réseau de chemin de fer finlandais qui va de la gare centrale d'Helsinki à la gare de Kerava.

## Histoire
La ligne de Kerava n'a pas été réalisée en une fois, mais les voies ont été construites sur la ligne principale à mesure que le besoin de transport de passagers a augmenté.
La troisième voie entre Helsinki et Hiekkaharju a été ouverte le 28 mai 1972.
La troisième voie entre Tikkurila et Kerava a été ouverte le 31 mai 1981.
La quatrième voie entre Helsinki et Hiekkaharju a été ouverte le 18 août 1996. 
La quatrième voie entre Tikkurila et Kerava a été ouverte le 15 août 2004.

## Exploitation
La voie urbaine de Kerava est un groupe de 2 voies construites sur la section Helsinki-Kerava de la ligne Helsinki-Riihimäki, qui fait partie du réseau de chemin de fer finlandais.
Les troisième et quatrième voies de la ligne urbaine sont utilisées pour les trains de banlieue de la région d'Helsinki. Le trafic voyageurs longue distance et de marchandise passe généralement par les première et deuxième voies de la ligne, de sorte que les perturbations du trafic longue distance n'affectent pas le trafic local et vice versa.